# Gare de Pontgouin
Gare de Pontgouin vasútállomás Franciaországban, Pontgouin településen.

## Vasútvonalak
Az állomást az alábbi vasútvonalak érintik:
- Párizs–Brest-vasútvonal

## Kapcsolódó állomások
A vasútállomáshoz az alábbi állomások vannak a legközelebb:
- Gare de La Loupe (Gare de Brest, Párizs–Brest-vasútvonal)
- Gare de Courville-sur-Eure (Paris Gare Montparnasse, Párizs–Brest-vasútvonal)